# Frank Redington
Frank Mitchell Redington (Leeds, 10 de maio de 1906 - 23 de maio de 1984) foi um atuário britânico que desenvolveu a Redington Immunization Theory (Teoria da Imunização de Redington, em uma tradução livre).
Redington foi atuário na companhia de seguros Prudential de 1928 até sua aposentadoria em 1968. Em 1951 tornou-se seu Chefe Atuarial. Entre 1958 e 1960 foi presidente do Instituto de Atuária do Reino Unido.
Em seu artigo Review of the Principles of Life-Office Valuations, de 1952, apresentou sua teoria para "imunizar" os portifólios de investimentos de renda fixa (utilizado nos seguros de vida) da variação na taxa de juros.